# اجیتوال
اجیتوال (به انگلیسی: Ajitwal) یک منطقهٔ مسکونی در هند است که در پنجاب (هند) واقع شده‌است.